# Yucatanvesperrat
De yucatanvesperrat (Otonyctomys hatti)  is een zoogdier uit de familie van de Cricetidae. De wetenschappelijke naam van de soort werd voor het eerst geldig gepubliceerd door Anthony in 1932.